# 327977 Skarga
327977 Skarga este o planetă minoră (asteroid), cu un diametru de 3,103 km, din centura de asteroizi. A fost descoperită pe 24 martie 2007 la Molėtų astronomijos observatorija⁠(d) de . 
Obiectul prezintă o orbită caracterizată de o semiaxă mare de 2,7065486917824 UAi, o excentricitate de 0,042918806594424, o înclinație de 6,4908092441543 ° în raport cu ecliptica.